# Retaliation, Revenge and Get Back
Retaliation, Revenge and Get Back (с англ. — «Возмездие, Месть и Возвращение») — дебютный студийный альбом американского рэпера Daz Dillinger’а изданный 31 марта 1998 года на лейбле Death Row Records.

## Об альбоме
Он был одним из последних артистов в Death Row после его краха в 1996 году, Daz был главой Death Row, в то время как Шуг Найт был заключён в тюрьму за бой, в который он, 2pac и другие члены Death Row вошли с Орландо Андерсоном в Лас-Вегасе 7 сентября 1996 года. Альбом достиг восьмого места в Billboard 200 с 84000 продаж за первую неделю. После этого альбома, который кстати стал золотым, Daz решил основать свою собственную звукозаписывающую компанию под названием D.P.G. Records.
Альбом был также последним альбомом Death Row, в котором были представлены любые виды G-Funk, созданные Cold 187um и позже разработанные Dr.Dre, которые первоначально сделали Death Row знаменитым.
Обложка альбома ссылается на обложку Марвина Гейя.

## Список композиций
1. "Gang Bangin' Ass Criminal" (featuring Kurupt, Soopafly, Tray Deee, Bad Azz, Techniec) 6:49
2. "It's Going Down" (featuring Kurupt, Prince Ital Joe) 4:46
3. "Playa Partners" (featuring B-Legit, Bo-Roc) 4:45
4. "It Might Sound Crazy" (featuring Too Short) 5:04
5. "Our Daily Bread" (featuring Kurupt, Prince Ital Joe) 3:50
6. "In California" (featuring Val Young) 5:06
7. "Initiated" (featuring 2Pac, Kurupt, Outlawz) 4:53
8. "Oh No" (featuring Tray Dee, J-Money) 4:51
9. "Retaliation, Revenge and Get Back" 4:39
10. "O.G." (featuring Snoop Dogg, Nate Dogg) 4:37
11. "Baby Mama Drama" (featuring Big C-Style, Lil' C-Style) 4:49
12. "Only For U" (featuring Big Pimpin' Delemond, Val Young) 5:47
13. "Ridin' High" (featuring WC, CJ Mac) 4:43
14. "The Ultimate Come Up" (featuring MC Eiht, Bad Azz) 4:42
15. "Thank God For My Life" (featuring Bad Azz, Tray Dee, Soopafly, Big Pimpin' Delemond) 3:07
16. "Why Do We Bang" (Аутро) 2:21